# English Foxhound

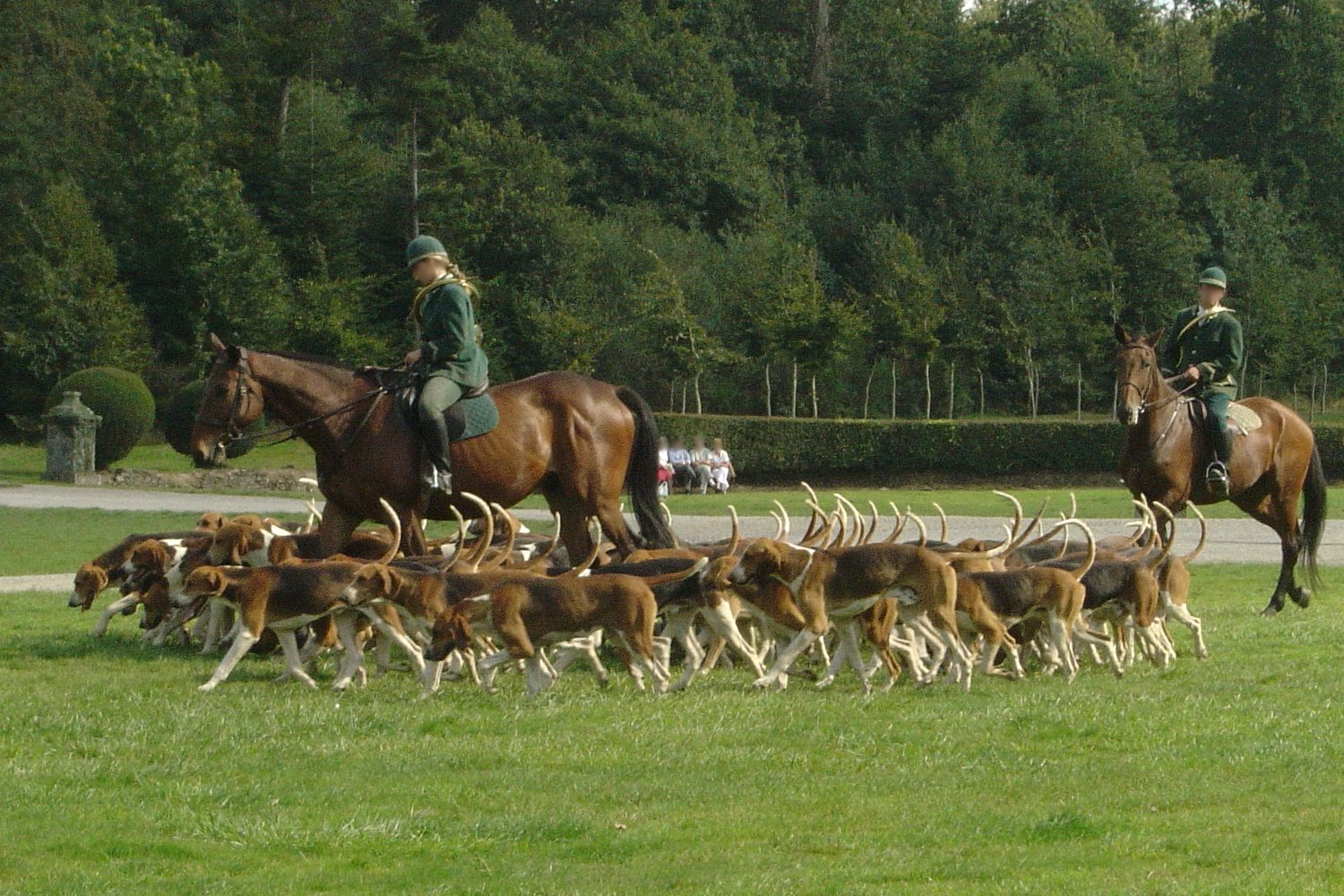
Parforcejagd

Der English Foxhound ist eine von der FCI anerkannte britische Hunderasse (FCI-Gruppe 6, Sektion 1.1, Standard Nr. 159).
Der English Foxhound ist ein Laufhund, der sich besonders zur Fuchsjagd eignet und in der Meute jagt. Er ist der beliebteste Meutenhund für Schleppjagden in Deutschland und wird auch in England häufig verwendet.
Fuchsjagden werden seit dem Mittelalter durchgeführt. Die Existenz der Meuten ist über Jahrhunderte dokumentiert. Die Meuten waren in der Vergangenheit jedoch nicht so einheitlich wie der jetzige Rassestandard. Im 19. Jahrhundert begann man die Meuten gezielt zu züchten. So lassen sich Ahnentafeln von English Foxhound-Meuten etwa 200 Jahre weit zurückverfolgen, einmalig in der Hundezucht. Auch heute werden diese Hunde noch in Zwingern gehalten. Mit Zwingern sind hier Großanlagen gemeint, in denen die ganze Meute untergebracht ist. Der Unterhalt von Zwingern ist sehr aufwändig. Die Meute-Zwingerhaltung bewirkt, dass die Tiere auf ihre Artgenossen geprägt und hoch sozialisiert sind. English Foxhounds werden selten als Familienhunde gehalten, dazu müssten sie schon früh aus der Meute herausgenommen werden, so dass sie auf den Menschen geprägt werden.

## Beschreibung
Der English Foxhound ist ein bis 64 cm großer und 35 kg schwerer Meutehund. Dieser kraftvolle und ausdauernde Hund hat dichtes, glattes Haar in den Farben: Weiß, Weiß und Schwarz oder Weiß und Orange, mit braunroten Abzeichen.

## Spezielle Erkrankungen
Foxhounds haben eine Prädisposition für die Hound-Ataxie.